# 那覇新都心

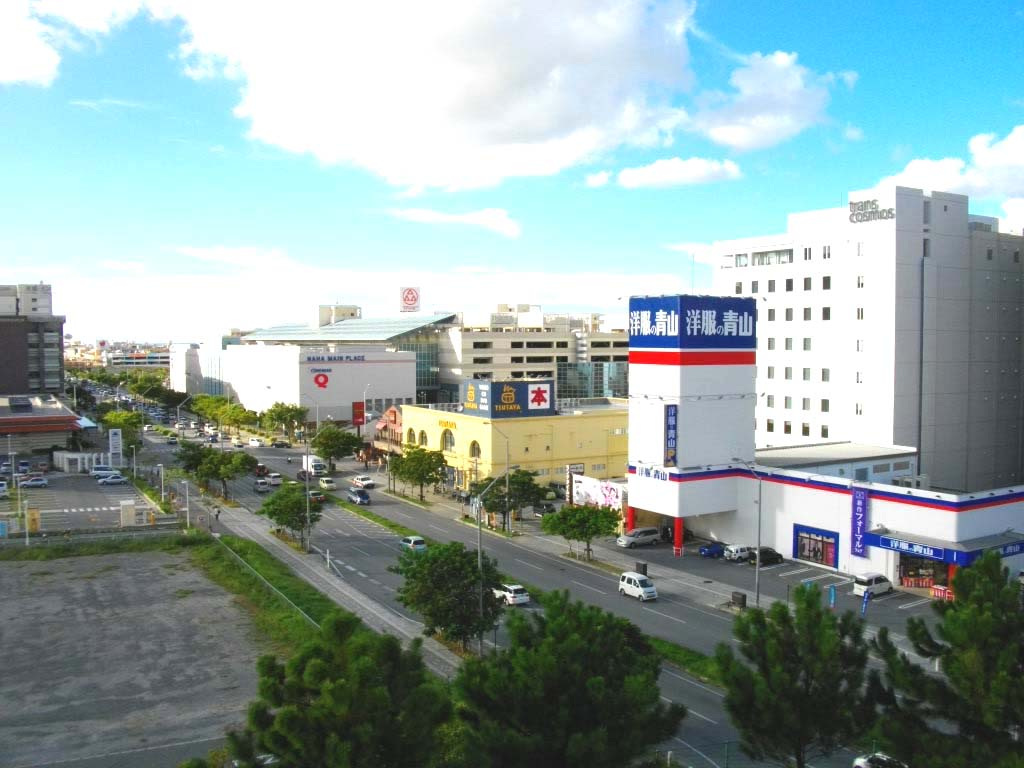
那覇新都心

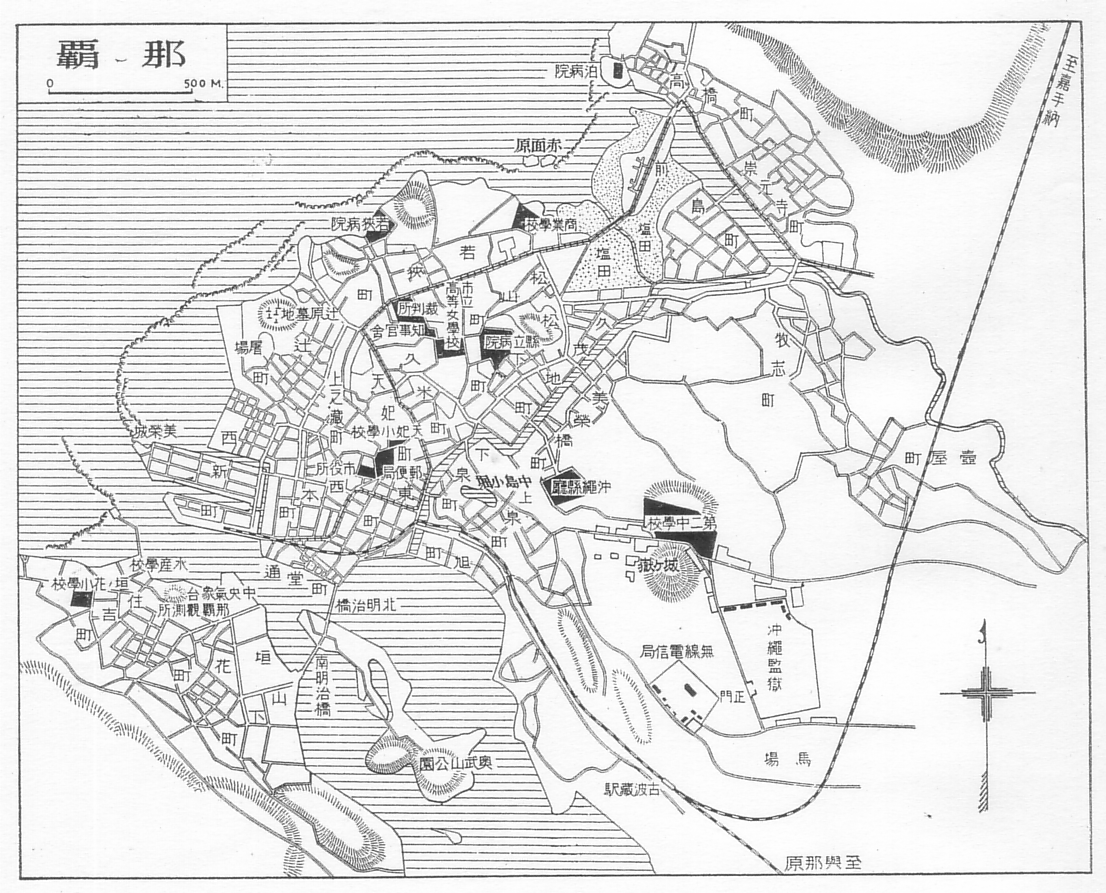
1930年頃の那覇市地図。地図右上の崖の上が那覇新都心にあたる。

那覇新都心（なはしんとしん）は、沖縄県那覇市の北部に位置する再開発地区。1951年に土地収用令で強制接収されて米軍の住宅街となっていた牧港住宅地区が1987年5月に全面返還され、新たな那覇の新都心として造成、再開発された。大型ショッピングセンターや総合運動公園などが設置されている。

## 概要
沖縄県那覇市天久、おもろまち、銘苅、上之屋などに広がり、ほぼ全域が西流する安謝川の流域である（安謝川は浦添市との境界となっている）。西側を国道58号、北側を安謝川とほぼ並走する沖縄県道82号那覇糸満線、東側を国道330号・安里バイパスおよび沖縄都市モノレール線（ゆいレール）で概ね囲まれる。南側は崖で、崖下にある那覇市中心部と標高差がある。崖下沿いに安里川が西流しているが、この辺りの那覇市街は中世以降に安里川の土砂により陸地化した地域である。
面積214ヘクタール (ha) うち米軍基地牧港住宅地区192 haの土地を、県と市の要請を受けて地域振興整備公団（旧産炭地域振興事業団）が土地区画整理事業を施行し、総事業費約1,110億円、土地区画整理事業費約508億円で造成した。2004年度（平成16年度）全建賞都市部門受賞。
那覇市中心部は大半が那覇空港の制限表面区域内で超高層ビルの建築が不可能だが、当地は同空港の制限表面の区域外で、市の中心業務地区から2キロメートル (km) 程度で沖縄都市モノレール線のおもろまち駅および古島駅に近接し、超高層ビル新築が複数計画された。2017年（平成29年）時点で沖縄県で最も高い高層ビル（高さ104.8m）も当地にある。

## 那覇新都心の町丁名
- おもろまち1 - 4丁目
- 銘苅（めかる）1 - 3丁目
- 安謝（あじゃ）1・2丁目
- 天久（あめく）1・2丁目
- 上之屋（うえのや）1丁目

公募で決定した「おもろまち」は1999年（平成11年）から住居表示を実施して町名変更され、かつての字安里、真嘉比、上之屋、銘苅の一部にあたる。「おもろ」は歌の意で、沖縄方言の「思い」から来た語である（当該記事参照）。以下の地域は字名から採られた。

## 沿革

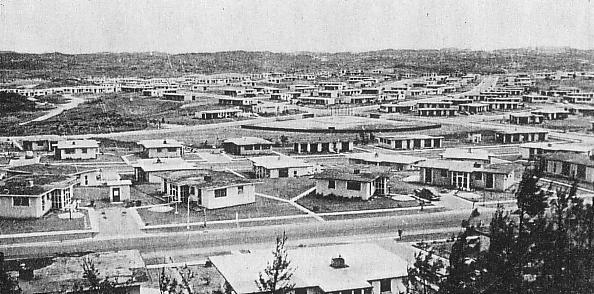
1955年頃の牧港住宅地区

### 沖縄戦と米軍基地
- 1945年（昭和20年）5月12日-18日 シュガーローフの戦い。
- 1953年（昭和28年）４月10日 米軍はに真和志村銘苅・安謝・天久の住民に収用通告を発令し、翌11日の早朝に強制接収、米国民政府「土地収用令」発令後の最初の「銃剣とブルドーザー」の事例となった。
- 1973年（昭和48年） アメリカ政府と日本政府との間で牧港住宅地区の返還が合意される。
- 1975年（昭和50年） 土地の一部が返還される。
- 1987年（昭和62年） 全面返還が実現。

### 那覇新都心
- 1988年（昭和63年） - 那覇新都心土地区画整理事業施行区域の都市計画が決定する。
- 1994年（平成6年） - 那覇新都心株式会社が設立。
- 1997年（平成9年） - 那覇中環状線が開通し、那覇新都心が一般開放（一部のみ）
- 1998年（平成10年） - 沖縄県立那覇国際高等学校が開校。
- 2000年（平成12年）5月 - 沖縄振興開発金融公庫が移転
- 2000年（平成12年）10月 - 天久りうぼう楽市が開店。
- 2002年（平成14年）1月 - 沖縄タイムスが移転
- 2002年（平成14年）10月 - サンエー那覇メインプレイス開店。
- 2003年（平成15年）8月 - 沖縄都市モノレール（ゆいレール）開通。おもろまち駅設置。
- 2003年（平成15年）12月 - 生活協同組合コープおきなわ「あっぷるタウン」開店。おもろまち駅前広場利用開始。
- 2004年（平成16年）11月 - 沖縄県立博物館・美術館が着工。
- 2005年（平成17年）3月 - DFSギャラリア・沖縄（空港外大規模免税店）開店。
- 2006年（平成18年）3月 - NHK沖縄放送局の放送会館が豊見城市より移転。
- 2007年（平成19年）11月1日 - 沖縄県立博物館・美術館が開館。
- 2007年（平成19年）11月17日 - 第1回「那覇新都心まつり」開催。
- 2007年（平成19年）12月25日 - 日本銀行那覇支店が、サンエー那覇メインプレイス向かいに移転。
- 2008年（平成20年）3月24日 - 内閣府沖縄総合事務局の本局が那覇市前島から那覇第2地方合同庁舎2号館へ移転。
- 2009年（平成21年）9月24日 那覇市役所が建て替えのため、上之屋にて仮庁舎へ一時移転。

## 主な施設

### 行政
- 那覇第2地方合同庁舎
  - 1号館 - 総務省沖縄行政評価事務所、厚生労働省沖縄労働局、国土地理院沖縄支所
  - 2号館 - 内閣府沖縄総合事務局
  - 3号館 - 財務省沖縄地区税関・税関研修所沖縄支所、総務省沖縄総合通信事務所、気象庁沖縄気象台、沖縄総合事務局南部国道事務所
- 沖縄職業総合庁舎 - ハローワーク那覇、独立行政法人高齢・障害・求職者雇用支援機構沖縄障害者職業センター
- 那覇市役所銘苅庁舎 - 那覇市消防局、那覇市水道局

### 経済
- 沖縄振興開発金融公庫
- 那覇新都心株式会社自社ビル（沖縄タイムス本社がある）
- 日本銀行那覇支店
- 那覇市ITインキュベート施設
- 日本郵便那覇新都心郵便局
- 以下の銀行がそれぞれ新都心支店を置いている。
  - 琉球銀行
  - 沖縄銀行
  - 沖縄海邦銀行
  - 鹿児島銀行

### 教育
- 那覇市立銘苅小学校（仮称 那覇市立新都心第一小学校）
- 那覇市立天久小学校（仮称 那覇市立新都心第二小学校）
- 沖縄県立那覇国際高等学校
- 沖縄県立博物館・美術館
- 新都心公園

### マスコミ
- NHK沖縄放送局
- FM琉球

### ショッピング・レクリエーション施設
- 天久りうぼう楽市
- サンエー那覇メインプレイス
  - シネマQ - サンエー那覇メインプレイス内にあるシネマコンプレックス。國場組系のザ・テラスホテルズが運営。
- コープ沖縄「あっぷるタウン」
- Tギャラリア沖縄 by DFS

## 白紙化された計画
- 郵便貯金会館 - 予定地にはヤマダ電機のテックランド那覇本店が完成し、1階には郵便局も入居。
- ダイエー - 経営悪化で進出断念。代わりに同敷地にサンエー那覇メインプレイスが完成。
- 那覇市役所新庁舎 - 予定地は現在、サッカーや野球などができる運動場として使われている。2007年末に民間に売却、マンション建設予定地となった。その後、景観などの問題から一部の周辺住民による抗議により、会社側と住民側による話し合いが行われている。
- 台湾・福華（Haward）大飯店系列のホテル（日本エアシステム（日本航空に併合）や地元企業と共同運営） - 高さは150m、35階建ての案だったが、2000年の台湾大地震で計画白紙。
- 地球環境センタービル - 温室効果ガス削減目的で緑地を挟むユニークな構造が話題になったが、親会社の倒産後計画不明。

上記の2つのうちどちらか、またはそれぞれ半分ずつの敷地で現在のTギャラリア沖縄 by DFSがある土地に建設の予定だった。
- 沖縄アクターズスクール・ドリームプラネットインターナショナルスクール - 計画遅れや内紛で新都心進出を断念し、最終的には宜野湾市に移転。

## 交通

### モノレール
- 沖縄都市モノレール線（ゆいレール）おもろまち駅、古島駅

### 路線バス

#### おもろまち駅前広場
1番のりば
- 8番・首里城下町線 （那覇バス）
- 200番・糸満おもろまち線 （沖縄バス）※平日のみ
- 223番・具志川おもろまち線 （琉球バス交通）
- 228番・読谷おもろまち線 （琉球バス交通・沖縄バス）
- 235番・志多伯おもろまち線 （沖縄バス）

2番のりば
- 227番・屋慶名おもろまち線 （沖縄バス）※土日祝のみ
- 263番・謝苅おもろまち線 （琉球バス交通）

3番のりば
- 6番・那覇おもろまち線 （那覇バス）
- 10番・牧志新都心線 （那覇バス） ※経由地としてのみ停車。
- 13番・石嶺おもろまち線 （那覇バス）

交通広場へは民間バス会社の琉球バス交通・沖縄バス・那覇バスが乗り入れを行っている。なお、バス停名は施設名である「おもろまち交通広場」ではなく「おもろまち駅前広場」となっている。路線数は市外線のほうが多いが、運行本数的には市内線のほうが多い。

#### 新都心内バス停
新都心内を運行している路線。但し、新都心沿いの国道58号や国道330号のみを運行する路線は除く。
- 3番・松川新都心線 （那覇バス）
- 6番・那覇おもろまち線 （那覇バス）
- 7番・首里城下町（久茂地）線 （那覇バス）
- 8番・首里城下町線 （那覇バス）
- 10番・牧志新都心線 （那覇バス）
- 11番・安岡宇栄原線 （那覇バス） ※新都心経由のみ記載。安岡経由は除く。
- 13番・石嶺おもろまち線 （那覇バス）
- 21番・新都心具志川線 （琉球バス交通）
- 99番・天久新都心線 （琉球バス交通）
- 200番・糸満おもろまち線 （沖縄バス）
- 223番・具志川おもろまち線 （琉球バス交通）
- 227番・屋慶名おもろまち線 （沖縄バス）
- 228番・読谷おもろまち線 （琉球バス交通 沖縄バス）
- 235番・志多伯おもろまち線 （沖縄バス）
- 263番・謝苅おもろまち線 （琉球バス交通）
- 888番・やんばる急行バス　空港線

| バス停名               | 3番 | 6番・13番 | 7番 | 8番 | 10番 | 11番 | 21番 | 99番 | 200番・235番 | 223番・227番 228番・263番 | 888番 |
| ---------------------- | --- | --------- | --- | --- | ---- | ---- | ---- | ---- | ------------ | ------------------------- | ----- |
| 安謝                   |     |           |     |     |      | ○    |      | ○    |              | ○                         |       |
| 安謝一丁目             |     |           |     |     | △    |      |      | ○    |              |                           |       |
| 安謝小学校入口         |     |           |     |     | △    |      |      |      |              |                           |       |
| 安謝二丁目             |     |           |     |     | △    |      |      |      |              |                           |       |
| 安謝東原公園前         |     |           |     |     | ○    |      |      |      |              |                           |       |
| 天久                   |     |           |     |     |      | ○    |      |      |              | ○                         |       |
| 天久一丁目             |     |           |     |     | △    |      |      | ○    |              |                           |       |
| 天久二丁目             |     |           |     |     |      |      |      | ○    |              |                           |       |
| 上之屋                 | △   |           | △   |     |      | △    | △    | △    | △            | △                         |       |
| おもろまち一丁目       | ○   |           | ○   | ○   | ○    | ○    | ○    |      | ○            | ○                         | ○     |
| おもろまち駅前         |     |           |     |     |      | ○    | ○    |      |              |                           | △     |
| おもろまち駅前広場     |     | ○         |     | ○   | ○    |      |      |      | ○            | ○                         |       |
| おもろまち三丁目       |     |           |     |     |      |      |      | ○    |              |                           |       |
| おもろまち四丁目       |     |           | ○   |     | ○    |      |      |      |              |                           |       |
| 県立博物館前           | ○   |           | ○   |     | ○    | ○    | ○    | ○    | ○            | ○                         |       |
| 合同庁舎前             | ○   |           | ○   |     | ○    | ○    | ○    |      | ○            | ○                         | ○     |
| 楽市前                 | △   |           | △   |     |      | △    | △    | △    | △            | △                         |       |
| 第一天久               |     |           |     |     |      |      |      |      |              | ○                         |       |
| タチカワブラインド前   |     |           |     |     | ○    |      |      |      |              |                           |       |
| てんとうむし公園前     |     |           |     |     | ○    |      |      |      |              |                           |       |
| 那覇国際高校前         |     |           |     |     |      |      |      | ○    |              |                           |       |
| 那覇市水道局前         | △   | △         |     |     |      | △    | △    |      |              |                           |       |
| 那覇メインプレイス東口 |     | ○         | ○   | ○   | ○    |      |      |      | ○            | ○                         |       |
| のはら元氣クリニック前 |     |           |     |     | ○    |      |      |      |              |                           |       |
| 銘苅一丁目             |     |           |     | ○   | ○    |      |      |      |              |                           |       |
| 銘苅小学校前           |     |           |     |     | ○    |      |      |      |              |                           |       |
| なは市民協働プラザ前   |     |           |     |     | ○    |      |      |      |              |                           |       |
| メディカルセンター     |     |           |     |     | ○    |      |      |      |              |                           |       |

- バス停名は50音順。
- ○は停車路線。空白は非停車路線。
- △は下り（上り）のみ停車